# Cooperativa d'habitatge en cessió d'ús

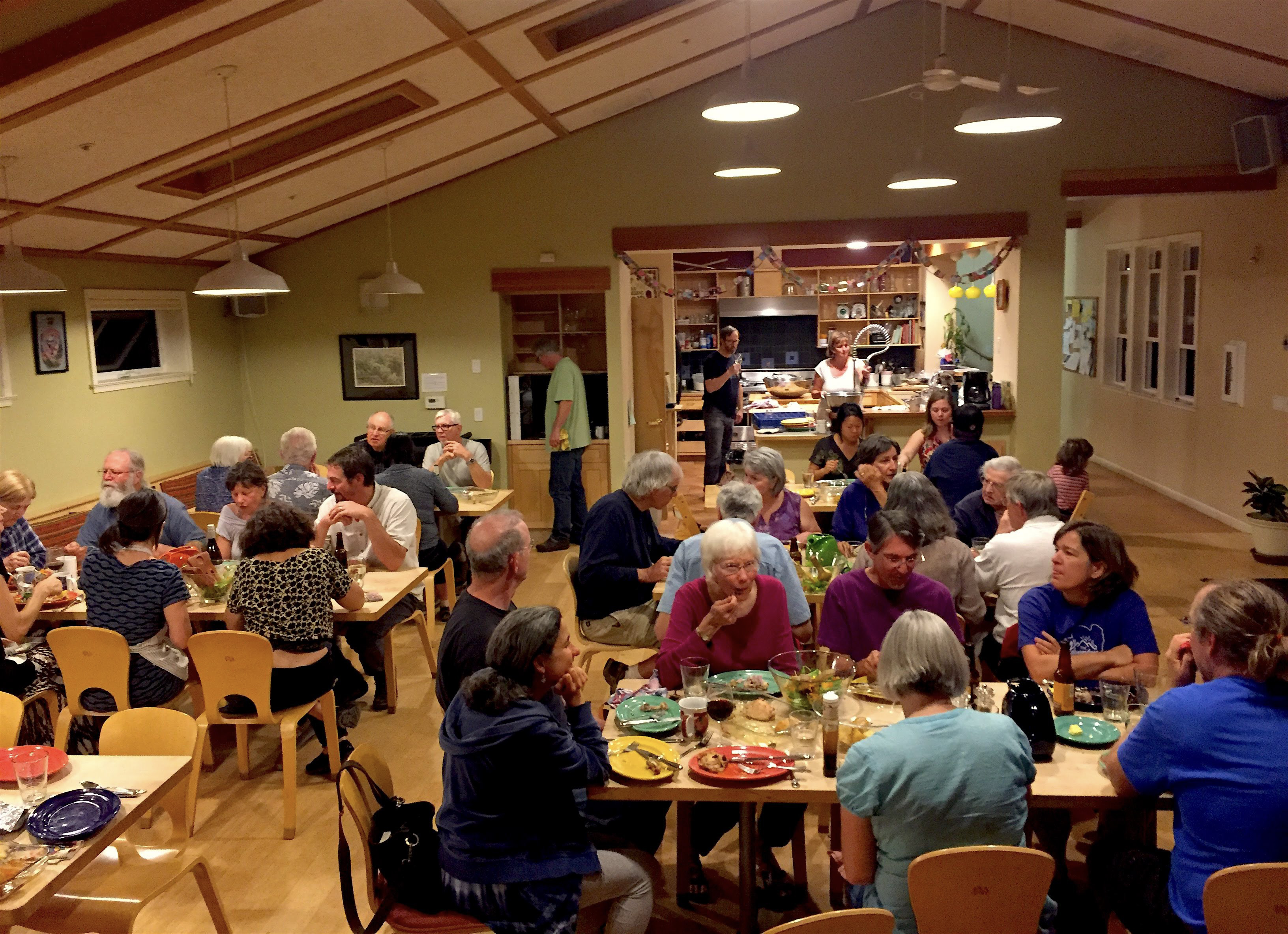
Nevada City Cohousing, un àpat en comunitat

L'habitatge cooperatiu o cohabitatge és una modalitat d'accés a l'habitatge a través de la qual una comunitat de veïns pot viure en un edifici, sense posseir la qualitat de propietaris ni arrendadors durant un període que oscil·la entre els 50 i els 100 anys, sempre a un preu inferior al preu del mercat actual.
Aquest model està fonamentat en la reutilització de finques i/o solars en desús que l'Ajuntament o un propietari privat cedeix. La cooperativa es fa responsable de la construcció i la renovació de l'espai, per -posteriorment- posar l'immoble a disposició dels socis potencials. Aquests paguen una entrada per adherir-se a la cooperativa i, mitjançant un pagament mensual molt reduït, disposen d'accés a l'habitatge de per vida.
Tanmateix, no només potencia la sostenibilitat econòmica, sinó que preveu criteris ambientals estrictes, promou la vida comunitària entre els veïns i dona lloc a l'ús compartit d'infraestructures bàsiques.

## Model Andel
Tal mode d'accés a l'habitatge està inspirat en el Model Andel, un model escandinau que promou els mateixos punts claus de comunitat i que ignora el concepte de propietat, prioritzant el títol de soci. D'aquesta manera, cada veí posseeix un dret intransferible sobre aquella vivenda que expira amb la seva mort. Va néixer l'any 1960 a Dinamarca i en conseqüència al descontent de les unitats familiars respecte les característiques de les vivendes del moment. Poc temps després es va estendre per Estats Units. Actualment té una gran presència a Europa del Nord i està començant a deixar petjada en la societat catalana.

## Situació actual a Catalunya
En els darrers 20 anys han començat a néixer cooperatives d'habitatge en cessió d'ús a la recerca d'estabilitzar les circumstàncies que enfronta la societat vers l'habitatge. L'atractiu econòmic i social que ofereixen ha obert les portes a aquesta alternativa, que ja compte amb molts projectes. Alguns ja en marxa, d'altres encara en programació.

### Sostre Cívic
Aquesta entitat col·laborativa apareix a l'univers immobiliari el 2004. Actualment, conte amb més de 1000 socis i promou un model alternatiu d'accés a l'habitatge més just i accesible, sense ànim de lucre, no especulatiu i transformador. Al 2022 gestionen prop de 20 projectes, 6 en convivència amb 86 habitatges i més de 100 socis vivint-hi, i tants d'altres amb desenvolupament.
La Balma és un dels projectes que aquesta cooperativa té en marxa, en conjunt amb la Cooperativa d'arquitectes Lacol. Va ser el guanyador del concurs públic de solars municipals destinats a la cessió d'ús i està situat al barri del Poblenou, al carrer Espronceda.

### La Borda
La idea d'aquesta cooperativa d'habitatges neix el 2012, impulsat per la necesssitat de recuperació del recinte industrial i del teixit veïnal i cooperatiu del barri de Sants. El projecte està situat en un solar al carrer Constitució que l'Ajuntament de Barcelona ha cedit a 75 anys vista.
La construcció de l'habitatge fou realitzada per la Cooperativa d'arquitectes Lacol i va ser guardonada amb el Premi Ciutat de Barcelona 2018, entre d'altres honors.
Una de les característiques especials de La Borda és la gran quantitat d'espais públics que potencien la vida en comunitat. La cuina, el menjador, la bugaderia o l'espai de salut i cures són un dels exemples.

### La DINAMO fundació
Aquesta fundació neix amb la intenció de procedir com una eina de suport per aquelles iniciatives que contribueixen a l'extensió dels projectes d'habitatge cooperatiu. Actualment, està col·laborant, juntament amb Lacol en la creació de Coop de Falç. Una proposta pel concurs públic d'uns solars municipals al carrer General Vives de Sarrià.